# 自動車登録番号自選計画

第一回オークションにて140万香港ドル（2千4百万円相当）という最高価格で落札されたナンバープレート。

自動車登録番号自選計画（中国語：自訂車輌登記號碼計画 通称：自選車牌）は、2006年に香港の運輸署が導入した。自動車のナンバープレート用の英数字の組み合わせ（8文字まで）を申請し、オークションで競売にかけられるシステムである。

## 背景
2005年4月に香港の予算案議会で、財政長官の唐英年が、香港市民が入手したいと思っているナンバープレートの番号を英数8文字以内で、最低入札額2万香港ドルでオークションしてはどうか、そしてオークションの収益金を貧困層の救済に回してはどうかと提案した。その後、より多くの市民が参加できるように、最低入札額を2万から5000香港ドルに引き下げた。

## 第1回オークション
第1回のオークションは、2006年4月1日から4月30日の間に申請書を受け付け、9月16日（土曜日）に湾仔区の香港コンベンションセンターで開催された。最高額で落札されたのは「1 LOVE U」（I LOVE YOU）というナンバーで、140万香港ドルであった。
| 順位 | ナンバー | 落札額（香港ドル） | 備考                                 |
| ---- | -------- | ------------------ | ------------------------------------ |
| 1    | 1 L0VE U | 1,400,000          | I love you                           |
| 2    | TVB      | 800,000            | 無綫電視（テレビ局）                 |
| 3    | P0RSCHE  | 700,000            | ポルシェ                             |
| 4    | CCUE     | 460,000            | ポータルサイトの名                   |
| 5    | C00L     | 450,000            | クール（涼しい・冷たい・冷静沈着）   |
| 6    | GP       | 410,000            | グランプリの英字略                   |
| 7    | BEATLES  | 370,000            | ビートルズ                           |
| 8    | K1NG     | 300,000            | 王、よくある人名（中国人名）でもある |
| 9    | J0HNNY   | 260,000            | よくある人名                         |
| 10   | AAR0N    | 250,000            | よくある人名                         |
| 12   | SKY      | 220,000            | 空（大空）                           |
| 13   | YUNG     | 210,000            | よくある人名（中国人名）             |
| 14   | KEN      | 200,000            | よくある人名                         |
| 14   | HKU      | 200,000            | 香港大学                             |
| 16   | R0Y      | 140,000            | よくある人名                         |
| 17   | HANDS0ME | 130,000            | ハンサム                             |
| 18   | LEE 8    | 115,000            |                                      |
| 19   | HA HA    | 113,000            | 笑いの擬音語                         |
| 20   | GUNDAM   | 110,000            | ガンダム                             |

## 批判
漫画家の司徒剣橋が機動戦士ガンダムの英語名GUNDAMを申請したが、他の競売者が11万香港ドルで落札してしまった。彼はオークションの後、ナンバーが申請者自身でなく一番お金を出した人間の手に渡ってしまうのは不公平だとメディアに語っている 。

## 第2回オークション
運輸署の告知が2006年9月21日にあり，9月22日から10月23日までの期間中、第2回オークションの申請書を受け付けた。第2回オークションは2006年10月28日（土曜日）に第1回と同じ会場で開催され、計242個のナンバーが競売にかけられた。最高落札額は「FERRAR1」（フェラーリ）の70万香港ドル。他にHSBCホールディングスの「HSBC」が50万、「12345」（数列の昇順）が28万、「G00DDAY」が12万香港ドルで取引され、全体の収益は900万香港ドルとなった。